# Ardisia psychotriiphylla
Ardisia psychotriiphylla är en viveväxtart som beskrevs av Pitard. Ardisia psychotriiphylla ingår i släktet Ardisia och familjen viveväxter. Inga underarter finns listade i Catalogue of Life.